# Лосвідо (озеро)
Лосвідо (біл. Ло́сьвіда) — озеро у Городоцькому районі Вітебської області на півночі Білорусі. Двадцяте, за площею водного дзеркала, озеро країни.

## Опис та характеристика
Водойма знаходиться в басейні річки Храповлянки (басейн Західної Двіни), розташоване на півдні Городоцького району, за 7 км на південь від міста Городок, поблизу сіл Велике Лосвідо, Мале Лосвідо та Баталі.
Приплив води в озеро йде по невеликій річці Черниця та струмках. Стік іде по протоці в озеро Циганове, з якого через річку Храповлянку, з правого берега, впадає у Західну Двіну. Говорячи про водний режим Лосвідо, можна відзначити, що воно має всі властивості мезотрофного озера. Однак на цьому тлі виділяється евтрофна північно-західниа затока, яка має помітні ознаки антропогенного впливу. Для водойми характерні значні коливання прозорості води в різних місцях улоговини. У центральній частині вона перевищує 5 м, в південно-західній затоці — 4 м, в північно-східній — близько 3,5 м, а в північно-західній — всього 2 м. Мінералізація води — 170—220 мг/л.
Площа озера становить 11,42 км². Це одинадцяте за площею озер у Вітебській області та друге, після Єзерища, озеро у Городоцькому районі, при цьому, за об'ємом води (82,0 млн м³) — найбільше озеро в районі. Довжина озера становить 7,08 км, максимальна ширина 4,88 км. Максимальна глибина — 20,2 м. Площа водозбору становить 107 км².

## Улоговина та рельєф
Схили улоговини висотою до 15 м (на північному заході та заході до 4 м), на півночі та сході круті, порослі лісом, частково розорані.
Берегова лінія сильно порізана: утворює 3 великих затоки на південному заході, північному заході та північному сході. При цьому північно-східна та південно-західна затоки мають широкі протоки зв'язані із акваторією озера, а північно-західна — відділена мілиною; глибина протоки всього 0,2 м. Береги висотою від 0,5 м до 1,5 м, місцями абразивні або зливаються зі схилами, на північному та південному заході низькі, частково заболочені.
Підводна частина улоговини складної будови (западини чергуються із численними мілинами). Ширина зони мілководдя від 5-25 м в затоках до 200—250 м уздовж південних і південно-східних берегів. Дно в прибережній частині до глибини 6 м вистелене пісками, на сході та півночі піщано-гальковими відкладеннями і валунами. Уздовж берегів заростає надводною рослинністю.

## Флора та фауна
Береги озера зарослі очеретом та комишом шириною від 10-15 м до 120—150 м. Підводна рослинність вкриває дно до глибини 5 м. Фітопланктон представлений 58 видами водоростей, в основному діатомовими. У цілому біомаса фітопланктону невелика — 0,7-1,6 г/м³. На озері зустрічаються такі рідкісні для  Білорусі види, як різуха морська та мала, молодильник озерний (полушник), частуха Валенберга, гідрилла мутовчата.
Зоопланктон озера включає 34 види, які створюють в сумі біомасу, що не перевищує 1 г/м³, зообентос — 68, серед яких переважають молюски, олігохети та волохокрильці. Масовий розвиток отримала дрейсена, що дає переважну частину біомаси, створюваної донними організмами. Риби нараховують близько 20 видів, найпоширеніші: лящ, судак, ряпушка, вугор, щука, минь, в'язь, плотва, окунь, густера, краснопірка, верховодка.

## Використання
Озеро Лосвідо — великий рекреаційний об'єкт для мешканців Вітебського та Городоцького районів. На березі розташовані зони відпочинку, піонерські табори, база відпочинку «Лосвідо». Розвинений промисловий та аматорський вилов риби.